# Sandy Jardine
William Pullar Jardine, noto come Sandy Jardine (Edimburgo, 31 dicembre 1948 – Edimburgo, 24 aprile 2014), è stato un allenatore di calcio e calciatore scozzese, di ruolo difensore.
È scomparso nel 2014 all'età di 65 anni a seguito di un tumore da cui era affetto da circa un anno e mezzo.

## Carriera

### Club
Terzino destro, Jardine esordì a 18 anni con la maglia dei Rangers, nel febbraio del 1967.
Divenne ben presto titolare, giocando la finale di Coppa delle Coppe in quello stesso anno, persa dalla sua squadra contro il Bayern Monaco ai supplementari.
Fu elemento fondamentale della squadra fino al 1982, collezionando 674 presenze tra campionato e coppe.
Fu protagonista nella conquista della Coppa delle coppe del 1972, giocando tutte le gare e segnando un'importante rete (che sbloccò il risultato dopo appena un minuto) in semifinale proprio contro il Bayern Monaco, davanti agli 80.000 spettatori dell'Ibrox park.
Lasciò Glasgow con un ricco palmarès, potendo vantare 14 trofei, 77 reti e la vittoria del premio "Calciatore scozzese dell'anno".
Dall 1982 al 1988 giocò con la maglia degli Heart of Midlothian, sfiorando il titolo nel 1986, sfumato all'ultima giornata in favore del Celtic per la differenza reti. Quell'anno, all'età di 37 anni, Jardine fu gratificato dal secondo premio "Calciatore scozzese dell'anno".
Negli ultimi due anni ad Edimburgo fece l'allenatore-giocatore, assieme ad Alex McDonald.

### Nazionale
In nazionale collezionò 38 presenze ed un gol, prendendo parte ai Mondiali del 1974 e 1978.

## Statistiche

### Cronologia presenze e reti in nazionale
| Cronologia completa delle presenze e delle reti in nazionale ― Scozia | Cronologia completa delle presenze e delle reti in nazionale ― Scozia | Cronologia completa delle presenze e delle reti in nazionale ― Scozia | Cronologia completa delle presenze e delle reti in nazionale ― Scozia | Cronologia completa delle presenze e delle reti in nazionale ― Scozia | Cronologia completa delle presenze e delle reti in nazionale ― Scozia | Cronologia completa delle presenze e delle reti in nazionale ― Scozia | Cronologia completa delle presenze e delle reti in nazionale ― Scozia |
| Data                                                                  | Città                                                                 | In casa                                                               | Risultato                                                             | Ospiti                                                                | Competizione                                                          | Reti                                                                  | Note                                                                  |
| --------------------------------------------------------------------- | --------------------------------------------------------------------- | --------------------------------------------------------------------- | --------------------------------------------------------------------- | --------------------------------------------------------------------- | --------------------------------------------------------------------- | --------------------------------------------------------------------- | --------------------------------------------------------------------- |
| 11-11-1970                                                            | Glasgow                                                               | Scozia                                                                | 1 – 0                                                                 | Danimarca                                                             | Qual. Euro 1972                                                       | -                                                                     |                                                                       |
| 13-10-1971                                                            | Glasgow                                                               | Scozia                                                                | 2 – 1                                                                 | Portogallo                                                            | Qual. Euro 1972                                                       | -                                                                     |                                                                       |
| 10-11-1971                                                            | Aberdeen                                                              | Scozia                                                                | 1 – 0                                                                 | Belgio                                                                | Qual. Euro 1972                                                       | -                                                                     |                                                                       |
| 1-12-1971                                                             | Amsterdam                                                             | Paesi Bassi                                                           | 2 – 1                                                                 | Scozia                                                                | Amichevole                                                            | -                                                                     |                                                                       |
| 19-5-1973                                                             | Londra                                                                | Inghilterra                                                           | 1 – 0                                                                 | Scozia                                                                | Torneo Interbritannico 1973                                           | -                                                                     |                                                                       |
| 22-6-1973                                                             | Berna                                                                 | Svizzera                                                              | 1 – 0                                                                 | Scozia                                                                | Amichevole                                                            | -                                                                     |                                                                       |
| 30-6-1973                                                             | Glasgow                                                               | Scozia                                                                | 0 – 1                                                                 | Brasile                                                               | Amichevole                                                            | -                                                                     | [ 5 ]                                                                 |
| 26-09-1973                                                            | Glasgow                                                               | Scozia                                                                | 2 – 1                                                                 | Cecoslovacchia                                                        | Qual. Mondiali 1974                                                   | -                                                                     |                                                                       |
| 17-10-1973                                                            | Bratislava                                                            | Cecoslovacchia                                                        | 1 – 0                                                                 | Scozia                                                                | Qual. Mondiali 1974                                                   | -                                                                     |                                                                       |
| 14-11-1973                                                            | Glasgow                                                               | Scozia                                                                | 1 – 1                                                                 | Germania Ovest                                                        | Amichevole                                                            | -                                                                     | [ 5 ]                                                                 |
| 27-3-1974                                                             | Francoforte                                                           | Germania Ovest                                                        | 2 – 1                                                                 | Scozia                                                                | Amichevole                                                            | -                                                                     |                                                                       |
| 11-5-1974                                                             | Glasgow                                                               | Scozia                                                                | 0 – 1                                                                 | Irlanda del Nord                                                      | Torneo Interbritannico 1974                                           | -                                                                     |                                                                       |
| 14-5-1974                                                             | Glasgow                                                               | Scozia                                                                | 2 – 0                                                                 | Galles                                                                | Torneo Interbritannico 1974                                           | 1                                                                     |                                                                       |
| 18-5-1974                                                             | Glasgow                                                               | Scozia                                                                | 2 – 0                                                                 | Inghilterra                                                           | Torneo Interbritannico 1974                                           | -                                                                     |                                                                       |
| 1-6-1974                                                              | Bruxelles                                                             | Belgio                                                                | 2 – 1                                                                 | Scozia                                                                | Amichevole                                                            | -                                                                     |                                                                       |
| 6-6-1974                                                              | Oslo                                                                  | Norvegia                                                              | 1 – 2                                                                 | Scozia                                                                | Amichevole                                                            | -                                                                     |                                                                       |
| 14-6-1974                                                             | Dortmund                                                              | Zaire                                                                 | 0 – 2                                                                 | Scozia                                                                | Mondiali 1974                                                         | -                                                                     |                                                                       |
| 18-6-1974                                                             | Francoforte                                                           | Brasile                                                               | 0 – 0                                                                 | Scozia                                                                | Mondiali 1974                                                         | -                                                                     |                                                                       |
| 22-6-1974                                                             | Francoforte                                                           | Scozia                                                                | 1 – 1                                                                 | Jugoslavia                                                            | Mondiali 1974                                                         | -                                                                     |                                                                       |
| 30-10-1974                                                            | Glasgow                                                               | Scozia                                                                | 3 – 0                                                                 | Germania Est                                                          | Amichevole                                                            | -                                                                     |                                                                       |
| 20-11-1974                                                            | Glasgow                                                               | Scozia                                                                | 1 – 2                                                                 | Spagna                                                                | Qual. Euro 1976                                                       | -                                                                     |                                                                       |
| 5-2-1975                                                              | Valencia                                                              | Spagna                                                                | 1 – 1                                                                 | Scozia                                                                | Qual. Euro 1976                                                       | -                                                                     |                                                                       |
| 16-4-1975                                                             | Göteborg                                                              | Svezia                                                                | 1 – 1                                                                 | Scozia                                                                | Amichevole                                                            | -                                                                     |                                                                       |
| 13-5-1975                                                             | Glasgow                                                               | Scozia                                                                | 1 – 0                                                                 | Portogallo                                                            | Amichevole                                                            | -                                                                     |                                                                       |
| 17-5-1975                                                             | Cardiff                                                               | Galles                                                                | 2 – 2                                                                 | Scozia                                                                | Torneo Interbritannico 1975                                           | -                                                                     |                                                                       |
| 20-5-1975                                                             | Glasgow                                                               | Scozia                                                                | 3 – 0                                                                 | Irlanda del Nord                                                      | Torneo Interbritannico 1975                                           | -                                                                     |                                                                       |
| 24-5-1975                                                             | Londra                                                                | Inghilterra                                                           | 5 – 1                                                                 | Scozia                                                                | Torneo Interbritannico 1975                                           | -                                                                     |                                                                       |
| 27-4-1977                                                             | Glasgow                                                               | Scozia                                                                | 3 – 1                                                                 | Svezia                                                                | Amichevole                                                            | -                                                                     |                                                                       |
| 15-6-1977                                                             | Santiago                                                              | Cile                                                                  | 2 – 4                                                                 | Scozia                                                                | Amichevole                                                            | -                                                                     |                                                                       |
| 23-6-1977                                                             | Rio de Janeiro                                                        | Brasile                                                               | 2 – 0                                                                 | Scozia                                                                | Amichevole                                                            | -                                                                     |                                                                       |
| 21-9-1977                                                             | Glasgow                                                               | Scozia                                                                | 3 – 1                                                                 | Cecoslovacchia                                                        | Qual. Mondiali 1978                                                   | -                                                                     |                                                                       |
| 12-10-1977                                                            | Liverpool                                                             | Galles                                                                | 0 – 2                                                                 | Scozia                                                                | Qual. Mondiali 1978                                                   | -                                                                     |                                                                       |
| 13-5-1978                                                             | Glasgow                                                               | Scozia                                                                | 1 – 1                                                                 | Irlanda del Nord                                                      | Torneo Interbritannico 1978                                           | -                                                                     |                                                                       |
| 7-6-1978                                                              | Córdoba                                                               | Iran                                                                  | 1 – 1                                                                 | Scozia                                                                | Mondiali 1978                                                         | -                                                                     |                                                                       |
| 12-9-1979                                                             | Glasgow                                                               | Scozia                                                                | 1 – 1                                                                 | Perù                                                                  | Amichevole                                                            | -                                                                     |                                                                       |
| 17-10-1979                                                            | Glasgow                                                               | Scozia                                                                | 1 – 1                                                                 | Austria                                                               | Qual. Euro 1980                                                       | -                                                                     |                                                                       |
| 21-11-1979                                                            | Bruxelles                                                             | Belgio                                                                | 2 – 0                                                                 | Scozia                                                                | Qual. Euro 1980                                                       | -                                                                     |                                                                       |
| 19-12-1979                                                            | Glasgow                                                               | Scozia                                                                | 1 – 3                                                                 | Belgio                                                                | Qual. Euro 1980                                                       | -                                                                     |                                                                       |
| Totale                                                                |                                                                       | Presenze                                                              | 38                                                                    |                                                                       | Reti                                                                  | 1                                                                     |                                                                       |

## Palmarès

### Giocatore

#### Competizioni nazionali
- Campionato scozzese: 3

Rangers: 1974-1975, 1975-1976, 1977-1978
- Coppa di Scozia: 5

Rangers: 1972-1973, 1975-1976, 1977-1978, 1978-1979, 1980-1981
- Coppa di Lega scozzese: 5

Rangers: 1970-1971, 1975-1976, 1977-1978, 1978-1979, 1981-1982

#### Competizioni internazionali
- Coppa delle Coppe: 1

Rangers: 1971-1972

### Individuale
- Giocatore dell'anno della SFWA: 2

Rangers: 1974-1975
Hearts: 1985-1986